# Procesul și execuția soților Ceaușescu
Procesul și execuția cuplului Ceaușescu au avut loc în circumstanțele evenimentelor revoluționare din România, desfășurate între 16 și 25 decembrie 1989.
După mitingul eșuat din 21 decembrie 1989, revoluția a cuprins și capitala țării, Bucureștiul. Au avut loc demonstrații împotriva regimului, la care forțele de ordine au răspuns cu represalii, inclusiv focuri de armă și rafale asupra manifestanților, ucigând cca. 50, rănind mai multe zeci, și arestând peste o mie de persoane. În ciuda acestor represalii, populația Bucureștiului, mai ales muncitorii de pe marile platforme industriale, au reluat demonstrațiile a doua zi, și au început să se adune cu sutele de mii pe străzile orașului, apoi în piața din fața clădirii Comitetului Central al Partidului Comunist Român. Aici, după sinuciderea ministrului apărării, Vasile Milea, în jurul orei 9:30, ședința Comitetului Politic Executiv grabnic convocată nu a reușit să acționeze rapid și eficient, iar noul ministru al apărării, Victor Atanasie Stănculescu s-a desolidarizat și el de cuplul dictatorial.

## Fuga și arestarea
Nicolae Ceaușescu și soția sa Elena Ceaușescu au fugit din capitală pe 22 decembrie, ora 12:09, cu doi colaboratori loiali, Emil Bobu și Manea Mănescu, într-un elicopter pilotat de Vasile Maluțan. În elicopter mai erau copilotul Mihai Ștefan, mecanicul Stelian Drăgoi și doi ofițeri de la Direcția a V-a a Securității: maiorul Florian Raț (care l-a înlocuit pe aghiotantul de serviciu al lui Nicolae Ceaușescu în acea zi, Vasile Tălpeanu, care a dispărut) și căpitanul Marian Rusu (aghiotantul Elenei Ceaușescu). Ei s-au îndreptat spre reședința de la Snagov unde au ajuns în jurul orei 12:21, iar la 12:47 a decolat spre Târgoviște. În apropiere de Boteni (lângă șoseaua București-Târgoviște) au abandonat elicopterul (13:30), căruia i s-a cerut să aterizeze de către armată. Ofițerii de securitate au oprit mașina doctorului Nicolae Deca (Dacie roșie cu numărul 4-B-2646), căruia Ceaușescu i-a zis: „A fost lovitură de stat, organizez rezistența la Târgoviște”. În comuna Văcărești, doctorul Deca a spus, că are probleme tehnice cu mașina. Soții Ceaușescu și unul din ofițerii de Securitate au continuat drumul (de la ora 14:15) cu mașina unui alt cetățean găsit pe drum, Nicolae Petrișor (Dacie neagră numărul 4-DB-3005). Au ajuns mai întâi la Fabrica de Oțeluri Speciale din Târgoviște, apoi (la ora 15) la Centrul pentru Protecția Plantelor aflat la 5 km de Târgoviște, de unde au fost preluați de milițienii sergent major Ion Enache, plutonier Constantin Paisie și șoferul plutonier Andrei Osman (ora 15,30). S-au îndreptat spre sediul miliției din oraș, care a fost între timp ocupat de revoluționari, deci într-o mașină „radar” au fugit spre localitatea Rățoaia. Au stat ascunși lângă o pădure până la lăsarea întunericului, când au revenit la sediul Miliției Județene (ora 17:50). Aici soții Ceaușescu au fost arestați și percheziționați de revoluționarii conduși de Ilie Știrbescu.
La ora 18:10, sub escorta a doi ofițeri de armată (Ion Mareș și Ion Țecu), a locțiitorului comandantului Securității județene, colonelul Dinu (care a condus mașina ARO), și plutonierului de miliție Constantin Paisie, au fost transportați la garnizoana din Târgoviște (UM 01378 și UM 01417).
Comandantul garnizoanei, Andrei Kemenici, într-un interviu acordat ziarului Jurnalul Național pe 23 martie 2009, a declarat următoarele: 
„M-am dus la ei cam la o oră după ce au fost aduși în unitate. M-am prezentat și m-au întrebat cui mă subordonez. «Comandantului armatei». «Și mai cui?». «Ministrului Apărării Naționale». «Care ministru?». «Păi tovarășul Ceaușescu, nici eu nu mai știu, la gălăgia care e în București...». I-am spus că în documentele mele scrie că atunci când ministrul Apărării Naționale nu poate să-și exercite funcțiile, locul i-l ia șeful Marelui Stat Major, care era generalul Gușă. «Cum mă, ăla pe care l-am trimis la Timișoara și nu a rezolvat problema?! Ăla e cu rușii». «Așa scriu actele, dar eu nu am vorbit cu el deloc». «Și cu cine ai vorbit?». «Vă informez că ordinele care se dau comandanților de armată sunt date de generalul Militaru». Ceaușescu a zis că ăsta-i spion sovietic, e KGB-ist, că l-a scos afară din armată. «Mie mi s-a spus de generalul Militaru că toate problemele dumneavoastră – nu mai știu exact cum m-am adresat atunci – vor fi soluționate de generalul Stănculescu». Atunci, Ceaușescu și-a pus mâna pe mâna mea și a zis: «Să știi că ăsta e ministrul tău! Eu, azi-dimineață la 10:00, l-am numit în locul lui Milea, care a trădat. E bine, numai ordinele lui să le asculți». Și s-a bucurat mult când a auzit că eu execut ordinele lui Stănculescu.”
Unitatea militară a fost amenințată de mai multe ori prin telefon, că va fi atacată. În practică însă, militarii care asigurau apărarea au fost confruntați numai cu niște simulatoare electronice montate în apropierea unității, care emiteau efecte sonore și vizuale, imitând focuri și rafale de arme automate la care s-a răspuns prin foc real executat cu armele de infanterie din dotare. Situația era foarte încordată, cuplul Ceaușescu a fost urcat de două ori chiar și într-un TAB pentru a asigura apărarea lor și a preveni eliberarea. 

## Procesul
La 24 decembrie 1989, printr-un decret al CFSN semnat de Ion Iliescu, a fost constituit Tribunalul Militar Excepțional.
Din cauza paranoiei revoluționarilor, decretul a fost scris de mână într-o toaletă al Ministerului Apărării Naționale.
Conform unui documentar BBC, Ion Iliescu n-ar fi dorit executarea Ceaușeștilor, dar generalul Victor Atanasie Stănculescu a declarat că în caz contrar armata nu va colabora cu Consiliul Frontului Salvării Naționale. În cele din urmă Iliescu a acceptat executarea cuplului pentru a obține sprijinul armatei.
Situația este prezentată puțin diferit în cartea În sfârșit, adevărul... Generalul Victor Atanasie Stănculescu în dialog cu Alex Mihai Stoenescu, apărut în 2009 la editura RAO, în care generalul Stănculescu relatează că Vasile Ionel a fost însărcinat cu organizarea procesului Ceaușeștilor, în legătură cu care Silviu Brucan, Gelu Voican Voiculescu și Ion Iliescu i-au cerut să-i suprime pe Elena și Nicolae Ceaușescu.
Completul de judecată al Tribunalului militar, autointitulat „tribunal al poporului” a fost format din doi judecători militari, coloneii Gică Popa (președinte) și Ioan Nistor, și trei asesori populari, căpitanul Corneliu Sorescu, locotenentul-major Daniel Candrea și locotenentul-major Ion Zamfir. Grefierul era plutonierul-major Jan Tănase. Acuzarea a fost reprezentată de procurorul militar Dan Voinea, iar apărarea a fost asigurată de avocații din oficiu Constantin Lucescu și Nicolae Teodorescu. Deplasarea la Târgoviște a membrilor „Tribunalului Militar Excepțional” s-a făcut cu 5 elicoptere. Într-unul din elicoptere se aflau cele două prelate verzi, în care urmau să fie înfășurate cadavrele soților Ceaușescu.
Procesul a început pe 25 decembrie ora 13:20 și s-a terminat în jurul orei 14:40, în garnizoana din Târgoviște.
Capetele de acuzare erau: 
1. Genocid - peste 60.000 victime;
2. Subminarea puterii de stat prin organizarea de acțiuni armate împotriva poporului și a puterii de stat. Infracțiunea de distrugere a bunurilor obștești, prin distrugerea și avarierea unor clădiri, explozii în orașe etc.
3. Subminarea economiei naționale.
4. Încercarea de a fugi din țară pe baza unor fonduri de peste un miliard de dolari depuse la bănci în străinătate.

Aceste acuzații n-au fost dovedite, ci doar numite de acuzatori împreună cu menționarea descrierilor făcute de presă ale unor infracțiuni atribuite de jurnaliști Ceaușeștilor. Avocații impuși cuplului i-au acuzat în loc să-i apere. Nicolae Ceaușescu a afirmat că nu recunoaște tribunalul.
Nici până azi nu a putut fi dovedită existența unor conturi secrete care ar fi conținut banii menționați de acuzatori.. Pro TV a dat cifra de 860 morți de după 22 decembrie 1989 (adică după ce dictatorul pierduse puterea). Altă sursă oferă cifra de 306 morți între  17-22 decembrie 1989.
De la început, Nicolae Ceaușescu a contestat procesul din punct de vedere juridic și nu politic. El și-a păstrat luciditatea, de la debutul procesului și până în clipa execuției.
Din punct de vedere juridic, „procesul Ceaușescu” a avut loc prin încălcarea unor norme procesuale legale, și anume: lipsa unui act de sesizare și neînregistrarea acestui act, necomunicarea către inculpați a actului de sesizare, neefectuarea urmăririi penale și a expertizei psihiatrice în timpul urmăririi penale, nefixarea termenului de judecată, imposibilitatea alegerii apărătorilor, nerespectarea termenului de declarare a recursului și nejudecarea acestuia. Legile românești nu permiteau aplicarea pedepsei cu moartea la mai puțin de zece zile de la rămânerea definitivă și irevocabilă a verdictului.

## Execuția
Sentința de condamnare la moarte a fost pronunțată la ora 14:45 și deși verdictul admitea recurs, a fost executată cinci minute mai târziu (14:50), în curtea garnizoanei, lângă clădirea corpului de gardă. Unul din avocați motivase că din moment ce inculpații nu recunosc tribunalul, nu mai există cale de atac a sentinței, așa că decizia trebuia să devină definitivă. Înaintea execuției, Elena Ceaușescu a afirmat, fiind pusă în față cu executarea separată a fiecăruia și referindu-se la soțul ei: „Împreună am luptat, să murim împreună!” Au fost legați forțat la mâini, lucru față de care au protestat vehement. În drum spre locul execuției Nicolae Ceaușescu a remarcat „Puteam fi împușcați fără mascarada asta!”, apoi a strigat: „Moarte trădătorilor!” și a intonat câteva versuri din Internațională.
După executarea cuplului, pedeapsa cu moartea a fost abolită în România.
Cadavrele lor au fost transportate cu elicopterul la Stadionul Ghencea, unde s-au rătăcit, fiind găsite a doua zi, și duse la morga Spitalului Militar Central. De acolo au fost transportate la Cimitirul Ghencea, și înmormântate în secret. 
La scurt timp după execuție (ora 14:50), pe postul național de televiziune s-a citit comunicatul privind execuția soților Ceaușescu. Fragmente din filmarea cu procesul și finalul execuției au fost difuzate în aceeași zi la televiziunea națională.
Intensitatea focurilor de armă în București a scăzut după difuzarea pe 25 decembrie pe postul național de televiziune a execuției soților Ceaușescu. Focuri de armă sporadice au mai fost înregistrate până pe 27 decembrie. Conform liderilor loviturii de stat, soții Ceaușescu au fost omorâți pentru a-i opri pe teroriști, dar s-a demonstrat în mod concret că nu au existat teroriști. O susținere mai nouă din cadrul urmăririi penale a unor „infracțiuni contra umanității” afirmă că noul regim a declanșat o „psihoză a terorismului” prin acțiuni de diversiune.
În 1990, colonelul Gică Popa, președintele completului de judecată care i-a condamnat pe soții Ceaușescu la moarte, a fost avansat la gradul de general de justiție. La 1 martie 1990, un comunicat al guvernului a anunțat că Gică Popa s-a sinucis în biroul său.